# Andre Matos
Andre Coelho Matos (São Paulo, 14 settembre 1971 – São Paulo, 8 giugno 2019) è stato un cantante e pianista brasiliano.
Fece parte dei gruppi metal Angra, dei Viper e degli Shaman. Dal 2006 intraprese una carriera solista. Era diplomato in conservatorio in pianoforte, canto lirico, composizione e direzione d'orchestra.

## Biografia

### I primi anni e i Viper (1985-1991)
La sua educazione in ambito musicale inizia all'età di dieci anni, quando riceve il suo primo pianoforte in regalo dai genitori. Con alcuni amici con cui è solito riunirsi per ascoltare musica, fonda la sua prima band, i Viper. Il gruppo si esibisce per la prima volta l'8 e il 9 aprile 1985 al Teatro Lira Paulistana di San Paolo, quando Matos ha solo 13 anni. Nello stesso anno i Viper registrano il loro primo demo tape, The Killera Sword. In breve tempo la band acquisisce notevole fama nella scena heavy metal brasiliana. Con loro Matos pubblica Soldiers of Sunrise (1987) e Theatre of Fate (1989).
Nonostante il suo ruolo come cantante, assunto solo perché ha le “doti vocali meno peggiori di tutti loro”, e perché fisicamente ricorda il frontman degli Iron Maiden, Bruce Dickinson, Matos non ha la pretesa di rimanere tale o di diventare un professionista.
Abbandona i Viper quando la band cambia stile musicale: Andre inizia infatti a sviluppare interesse per la musica classica e a capire che la sua visione della musica diverge da quella degli altri membri del gruppo, che desiderano concentrarsi sull'aspetto heavy metal.
Matos completa la sua educazione nell'ambito della musica classica e consegue 5 diplomi di conservatorio, specializzandosi in particolar modo in direzione orchestrale e composizione, pianoforte e canto lirico.

### Angra (1991-2001)
Nel 1991 fonda gli Angra, e con il loro primo album Angels Cry (1993) ottiene grande successo in Giappone e in Europa. Pubblica con loro altri due album, Holy Land (1996) e Fireworks (1998), prima di lasciare la band nel 2001 assieme al bassista Luís Mariutti e al batterista Ricardo Confessori a causa di disaccordi con i chitarristi Rafael Bittencourt e Kiko Loureiro. Lo stile degli Angra si evolse da un melodic speed metal ispirato agli Helloween a una commistione di heavy metal, musica classica e influenze della tradizione brasiliana che suscitò l'apprezzamento della critica mondiale.
Prende successivamente parte ad un worldwide contest per la sostituzione di Bruce Dickinson negli Iron Maiden, classificandosi nella Top 3 dei finalisti accanto a James LaBrie e al vincitore finale, Blaze Bayley.

### Shaman e carriera solista (2001- 2019)
Nel 2001 collabora con il produttore e chitarrista Sascha Paeth (Heaven’s Gate) in Virgo.
Nello stesso anno partecipa al disco di debutto degli Avantasia, The Metal Opera. Appare anche nei successivi capitoli The Metal Opera part II e The Wicked Symphony; nel 2008 segue inoltre la band in tour e compare nel DVD The Flying Opera.
Nel 2001, assieme ai componenti della sezione ritmica degli Angra e al chitarrista Hugo Mariutti (fratello minore di Luis) fonda gli Shaman, coi quali incide nel 2002 Ritual e nel 2005 Reason. Fra i due album in studio viene pubblicato anche un DVD live, RituAlive, contenente brani di Shaman e alcune canzoni composte da Matos negli Angra negli anni precedenti; sono inoltre presenti delle cover e la partecipazione speciale di Tobias Sammet (Avantasia, Edguy), Andi Deris e Michael Weikath degli Helloween.
Nel 2006 Matos e i fratelli Mariutti abbandonano il gruppo in seguito a contrasti con il batterista Ricardo Confessori; con i fratelli Mariutti inizia una carriera solista sotto il monicker omonimo e a completare la formazione ci sono Andre Hernandes (chitarra), Fabio Ribeiro (tastiera) ed Eloy Casagrande (batteria). Pubblica Time to Be Free in Giappone nell'agosto del 2007, album che viene accolto con entusiasmo dalla stampa metal mondiale. Nell'agosto 2009 esce in Giappone, e successivamente in Brasile ed Europa, Mentalize, il secondo disco solista.
Nel novembre 2010 viene resa pubblica le formazione del supergruppo Symfonia, progetto musicale concepito da Matos e Timo Tolkki che vede la partecipazione anche di Jari Kainulainen (ex-bassista degli Stratovarius), Mikko Härkin (ex-tastierista dei Sonata Arctica) e Uli Kusch (ex batterista di Helloween e Masterplan) Dopo la pubblicazione del disco d'esordio, In Paradisum, e la realizzazione di un breve tour sudamericano nell'agosto del 2011, Tolkki annuncia la fine del progetto.
Nel 2012, in occasione dei 25 anni dall'uscita dell'album Soldiers of Sunrise, Matos torna a far parte dei Viper assieme al chitarrista Hugo Mariutti. La band si esibisce in tour in Brasile per tutta l'estate del 2012. Matos però dichiara che non è una vera e propria reunion, e che non è prevista la pubblicazione di un album di inediti.
Il 22 agosto 2012 esce in Brasile e Giappone The Turn Of The Lights, terzo album solista di André Matos.
Muore l'8 giugno 2019 a 47 anni a causa di un infarto.

## Discografia

### Viper
- 1987 - Soldiers of Sunrise
- 1989 - Theatre of Fate
- 2015 - To Live Again - Live in São Paulo

### Angra
- 1993 - Angels Cry
- 1994 - Evil Warning (EP)
- 1996 - Holy Land
- 1996 - Freedom Call  (EP)
- 1997 - Holy Live
- 1998 - Fireworks

### Virgo
- 2001 - Virgo

### Shaman
- 2002 - Ritual
- 2003 - RituAlive
- 2005 - Reason

### Da solista
- 2007 - Time to Be Free
- 2009 - Mentalize
- 2012 - The Turn of the Lights

### Symfonia
- 2011 - In Paradisum

## Partecipazioni speciali
- 1996 - Nepal - Manifiesto "Perfil Siniestro"
- 1997 - Gamma Ray - Rebellion In São Paulo In Future World "Future World"
- 1998 - Looking Glass Self - Equinox "Stigmata", "Equinox", Footprints Of Angels", "The Valparaiso Dreaming"
- 1998 - Superior - Younique "Detect Myself"
- 1998 - Time Machine - Secret Oceans Part II - Eternity Ends "I Believe Again"
- 2000 - Sagrado Coração da Terra - A Leste Do Sol, Oeste Da Lua "Terra", "Bem Aventurados"
- 2000 - Rodrigo Alves - Suddenly "Another Night Gets Longer"
- 2001 - Holy Sagga - Planetude "Searching For The Sun", "Breaking Frontiers", "Fight For Survival"
- 2001 - Hamlet - Willian Shakespeare's Hamlet "To Be"
- 2001 - Karma - Into The Eyes "The Speech"
- 2002 - Avantasia - The Metal Opera - Part I
- 2002 - Avantasia - The Metal Opera - Part II
- 2002 - Luca Turilli - Prophet of the Last Eclipse
- 2003 - Dr. Sin - 10 Anos Ao Vivo "Fire"
- 2003 - Dr. Sin - 10 Anos Ao Vivo DVD
- 2003 - Aina - Days of Rising Doom
- 2003 - Avalanch - Los Poetas Han Muerto "Del Cielo A La Tierra", "Madre Tierra"
- 2004 - Korzus - Ties Of Blood "Evil Sight"
- 2005 - Thalion - Another Sun "Follow The Way"
- 2005 - Eyes Of Shiva - Deep "Kamisama"
- 2006 - Henceforth - I.Q.U "I.Q.U.", "The Last Day"
- 2006 - Krusader - Angus "Again"
- 2006 - Viper - Love is All "Love Is All"
- 2008 - Tren Loco - Acorazado Belgrano "Venas De Acero", "Acorazado Belgrano"
- 2008 - Irmandade do Blues - "I Got The Blues", " Rock’n'Roll", "Mercedez Benz"
- 2008 - The Clairvoyants - Word to the Wise "Hallowed Be Thy Name"
- 2009 - HDK - System Overload "Requests"
- 2009 - Corciolli - Lightwalk "Star", "Dreams", "Who Wants To Live Forever (live)", "Oratio (live)"
- 2009 - Orchestra Ulbra - "Bohemian Rhapsody" (Queen) (live)
- 2010 - Avantasia - The Wicked Symphony "Blizard On A Broken Mirror"
- 2011 - Avantasia - The Flying Opera
- 2011 - My Alley - Closer "Closer", "Cycle"
- 2012 - Trick or Treat - Rabbits’ Hill Pt.1 "Prince With A 1000 Enemies"
- 2013 - Empürios - Over The Fire "Over The Fire"
- 2015 - Black Raven: The Faithless And The Dreamer "The Faithless And The Dreamer"
- 2016 - Art X - The Redemption of Cain "The First Sacrifice", "Crime, Pain And Penance", "The Keeper", "Eden Finally..."